# Dmitrij Syczow
Dmitrij Jewgieńjewicz Syczow (ros. Дмитрий Евгеньевич Сычёв, ur. 26 października 1983 w Omsku) – rosyjski piłkarz grający na pozycji ofensywnego pomocnika lub napastnika.

## Kariera klubowa
Syczow rozpoczynał swoją piłkarską karierę w szkółce piłkarskiej „Smiena” w Petersburgu, którą opuścił, przechodząc do klubu Pierwszej Dywizji Spartak Tambow. Już jako nastolatek przechodził testy we francuskich klubach Ligue 1: FC Nantes Atlantique i FC Metz. Te fakty skłoniły Spartaka Moskwa do zatrudnienia Syczowa w styczniu 2002 roku. W pierwszych dwunastu meczach w barwach Spartaka młody napastnik zdobył 8 bramek. Z powodu dobrej gry Syczow został powołany do reprezentacji Rosji na finały Mistrzostw Świata 2002. W wieku 18 lat i 222 dni był on najmłodszym zawodnikiem w historii reprezentacji Związku Radzieckiego i Rosji. Na turnieju zdobył nawet jedną bramkę, jednak Rosjanie nie wyszli z grupy. W sierpniu 2002 Syczow nielegalnie rozwiązał swój pięcioletni kontrakt ze Spartakiem, za co został ukarany przez kierownictwo Rosyjskiej Ligi Futbolu Profesjonalnego czteromiesięcznym zakazem gry. Po odbyciu kary podpisał pięcioletni kontrakt z klubem Ligue 1 Olympique Marsylia, odrzucając tym samym ofertę ukraińskiego Dynama Kijów. We Francji nie rozwinął się jednak, większość czasu spędził na ławce rezerwowych, a w jedynych 17 meczach strzelił 3 bramki. W styczniu 2004 Syczow powrócił do Rosji i podpisał czteroletni kontrakt z ówczesnym mistrzem kraju Lokomotiwem Moskwa, z którym występował w rozgrywkach Pucharu UEFA. Na początku 2013 roku został wypożyczony do Dynama Mińsk. W lipcu 2013 na zasadzie wypożyczenia trafił do Wołgi Niżny Nowogród

## Kariera reprezentacyjna

### Bramki w reprezentacji
| #   | Data                 | Miejsce                                             | Przeciwnik | Bramka | Rezultat | Rozgrywki                         |
| --- | -------------------- | --------------------------------------------------- | ---------- | ------ | -------- | --------------------------------- |
| 1.  | 19 maja 2002         | Stadion Dinamo, Moskwa, Rosja                       | Jugosławia | 1:1    | 1:1      | Towarzyski                        |
| 2.  | 14 czerwca 2002      | Stadion Shizuoka, Fukuroi, Japonia                  | Belgia     | 3:2    | 3:2      | Mistrzostwa Świata 2002           |
| 3.  | 11 października 2003 | Stadion Lokomotiwu, Moskwa, Rosja                   | Gruzja     | 3:1    | 3:1      | Eliminacje Euro 2004              |
| 4.  | 31 marca 2004        | Stadion Narodowy, Sofia, Bułgaria                   | Bułgaria   | 0:1    | 2:2      | Towarzyski                        |
| 5.  | 31 marca 2004        | Stadion Narodowy, Sofia, Bułgaria                   | Bułgaria   | 1:2    | 2:2      | Towarzyski                        |
| 6.  | 23 maja 200          | Stadion Dynamo, Moskwa, Rosja                       | Litwa      | 4:2    | 4:3      | Towarzyski                        |
| 7.  | 9 października 2004  | Stade Josy Barthel, Luksemburg, Luksemburg          | Luksemburg | 0:1    | 0:4      | Eliminacje Mistrzostw Świata 2006 |
| 8.  | 9 października 2004  | Stade Josy Barthel, Luksemburg, Luksemburg          | Luksemburg | 0:3    | 0:4      | Eliminacje Mistrzostw Świata 2006 |
| 9.  | 9 października 2004  | Stade Josy Barthel, Luksemburg, Luksemburg          | Luksemburg | 0:4    | 0:4      | Eliminacje Mistrzostw Świata 2006 |
| 10. | 17 listopada 2004    | Stadion Kubań, Krasnodar, Rosja                     | Estonia    | 3:0    | 4:0      | Eliminacje Mistrzostw Świata 2006 |
| 11. | 11 października 2006 | Stadion Pietrowski, Petersburg, Rosja               | Estonia    | 2:0    | 2:0      | Eliminacje Euro 2008              |
| 12. | 2 czerwca 2007       | Stadion Pietrowski, Sankt Petersburg, Rosja         | Andora     | 4:0    | 4:0      | Eliminacje Euro 2008              |
| 13. | 22 sierpnia 2007     | Stadion Lokomotiwu, Moskwa, Rosja                   | Polska     | 1:0    | 2:2      | Towarzyski                        |
| 14. | 21 listopada 2007    | Estadi Comunal d’Aixovall, Andorra La Vella, Andora | Andora     | 0:1    | 0:1      | Eliminacje Euro 2008              |
| 15. | 23 maja 2008         | Stadion Lokomotiwu, Moskwa, Rosja                   | Kazachstan | 6:0    | 6:0      | Towarzyski                        |